# Đại dịch COVID-19 tại Nauru
Đại dịch COVID-19 tại Nauru là một phần của đại dịch COVID-19 đang diễn ra trên toàn thế giới do SARS-CoV-2 gây ra. Virus được xác định đã xuất hiện tại Nauru vào ngày 2 tháng 4 năm 2022.

## Bối cảnh
Để phòng ngừa, chính phủ quốc gia này đã ban bố tình trạng khẩn cấp quốc gia, đình chỉ phần lớn chuyến bay (trừ 1 chuyến bay hằng tuần đến nước này) và yêu cầu cách ly 14 ngày với những người nhập cảnh. Ngày 14 tháng 12 năm 2021, một trường hợp nhiễm đã được phát hiện trên một chuyến tàu vận chuyển. Vì trường hợp phát hiện trên tàu nên không được xem như virus đã xâm nhập vào Nauru. Trong báo cáo gửi đến cho Tổ chức Y tế Thế giới tính đến ngày 4 tháng 1 năm 2022, không có ca nhiễm nào được ghi nhận và có tất cả 14.784 mũi vacxin đã được tiêm tính đến ngày 15 tháng 7.

## Dòng thời gian

### Tháng 4 năm 2022
- Ngày 2 tháng 4, Nauru ghi nhận 2 trường hợp nhiễm COVID-19 đầu tiên.[5]
- Tính đến ngày 8 tháng 4, Nauru ghi nhận tất cả 3 ca nhiễm và chưa có trường hợp nào bình phục.[6]
- Tính đến ngày 31 tháng 12 năm 2023, Nauru ghi nhận 5,393 trường hợp mắc COVID-19 và 1 trường hợp tử vong.